# Argostemma gaharuense
Argostemma gaharuense är en måreväxtart som beskrevs av Birgitta Bremer. Argostemma gaharuense ingår i släktet Argostemma och familjen måreväxter. Inga underarter finns listade i Catalogue of Life.